# Тети Казото Сотани (Кунео)
Тети Казото Сотани је насеље у Италији у округу Кунео, региону Пијемонт.
Према процени из 2011. у насељу је живело 13 становника. Насеље се налази на надморској висини од 485 м.